# Esus

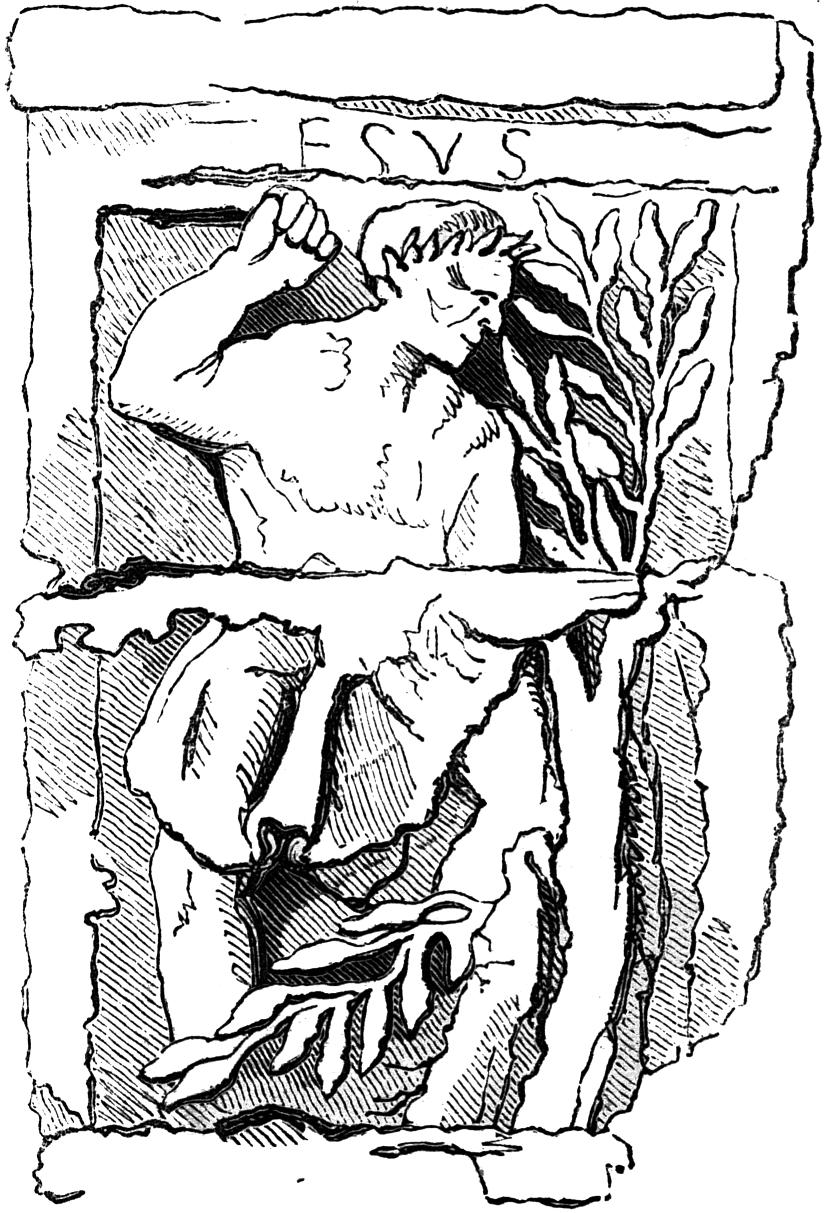
Zeichnung eines Reliefs von Esus, das unter Notre Dame gefunden wurde.

Esus (auch Hesus, Aesus) war ein keltischer Gott des Handels und der Wege, selten auch als Kriegsgott gesehen, der von den Galliern verehrt wurde.

## Mythologie
Ob eine Identifikation des Esus mit einer römischen Gottheit möglich ist, ist unklar. Der römische Dichter Lucan ordnete ihn neben Teutates und Taranis als einen der drei gallischen Hauptgötter ein. Spätere Lucan-Kommentatoren setzten ihn dem römischen Mercurius gleich. Unklar ist, ob sich auch der römische Eroberer Galliens, Gaius Iulius Caesar, bei seiner Beschreibung des Mercurius als des am häufigsten verehrten Gottes der Gallier auf Esus bezog. In den Berner Lukan-Scholien wird Esus auch mit Mars verglichen. Sein Name hängt eventuell mit dem gallischen Stamm der Esuvier zusammen, deren Stammesgott er vielleicht war. Ebenfalls unklar ist, ob eine Inschrift aus Hültenhausen, die einen Mercurio Esunertus nennt, eine Variante von Esus bezeichnet; sehr wahrscheinlich handelt es sich hier um den Namen des Stifters. Interessant ist eine Grabinschrift aus Caesarea in der Nähe des heutigen Cherchell in Algerien, die einen Esus nennt – neben einer Inschrift aus Paris – die einzige inschriftliche Bezeugung Esus.

## Kultpraxis
Nach den Berner Lukan-Scholien war Esus vor allem der Gott der Händler, dem in den Augen der Römer „unmenschliche Altäre“ geweiht waren und dem zu Ehren Menschen an Bäumen erhängt wurden, „bis das Fleisch sich von den Knochen löse“. Es ist nicht gänzlich klar, welche Art des Opfers hiermit gemeint war, ob Hingerichtete lediglich an Bäumen zur Schau gestellt oder ob Menschen am Baum selbst erhängt oder gar durch zurückschnellende Äste zweigeteilt wurden. Allgemein ist die Quellenlage zum tatsächlichen Kult des Esus spärlich und schwierig zu beurteilen, so dass kaum ein zufriedenstellendes Bild der tatsächlichen Funktion des Gottes und seines Kultes rekonstruiert werden kann.

## Ikonographie
Nur eine Darstellung des Esus – auf der Stele der Nautae Parisiaci – wird inschriftlich eindeutig als ESVS benannt. Da das Relief auf dem Trierer Mercurius-Altar dieser sehr ähnelt, scheint die Identifikation als Esus gesichert. Auf beiden Darstellungen erkennt man eine baumfällende Gottheit, und in den Ästen sind ein Stier und drei bzw. zwei Kraniche dargestellt, wobei letzteres in Paris auf einem eigenen Relief zu sehen und mit Tarvos Trigaranus beschriftet ist. Auf dem Trierer Weihestein sind zudem auf den anderen Seiten Mercurius und eine Begleiterin sowie eine andere unbenannte Göttin dargestellt. Jedoch ist der Esus-Mythos, der hier dargestellt wird, ebenso wie der Charakter des Esus nicht überliefert.

## Schwierigkeiten der Etymologie
Stark umstritten ist die Deutung des Namens Esus. So findet man häufig eine Deutung als „Herr“, z. B. bei Bernhard Maier, der eine Verwandtschaft mit dem lateinischen erus („Herr“, „Gebieter“) bei langem „ē“, aber auch auf venet. aisu- („Gottheit“) bei kurzem „e“, behauptet. D. F. L. Belloguet vermutete eine Verwandtschaft mit der (angeblichen) indogermanischen Wurzel as- („Leben“) (wie im indo-iranischen *asura- und im altnordischen Æsir). R. Nedoma leitet den Namen von der urindogermanischen Wurzel *eis- („Wut, Leidenschaft“) her und auch H. d’Arbois de Jubainville vermutete die Bedeutung „Wut, Hast“. J. Vendryes leitet den Namen hingegen von *esu- („gut“) ab, während D. Martin mit seiner Herleitung vom bretonischen (h)euzuz („schrecklich“) quasi das genaue Gegenteil vertritt. Andere, weniger bekannte Deutungen leiten sich von urkeltisch *(v)esu- („gut“, vgl. Vendryes), *is- („Verlangen“), urindogermanisch *ais- („Ehre, Respekt“) oder uritalisch *aisus, *esus („Gott“) ab (vgl. Belloguet), regte etruskisch ais, eis „Gott“.

## Esoterik
Der walisische Autor Iolo Morganwg, der als Vater der neuzeitlichen Druiden gilt, setzte Esus mit der Sagengestalt „Hu-Gadarn“ zu „Hu-Hesus“ gleich und identifizierte ihn mit Jesus Christus und dem sagenhaften Begründer des Druidenkultes und Erfinders der Ogham-Schrift. Andere neopagane Autoren identifizieren Esus mit der irischen Sagengestalt Easar und verehren ihn als Jagd- oder Feuergott – nach einer unsicheren etymologischen Herleitung von der urindogermanischen Wurzel *aidʰ- („anzünden; Feuer“).